# Julius Caesar (1953)
Julius Caesar is een Amerikaanse film uit 1953 van regisseur Joseph L. Mankiewicz met in de hoofdrollen Marlon Brando en Deborah Kerr.
Het scenario van de film is gebaseerd op Shakespeares toneelstuk Julius Caesar uit 1599. Het toneelstuk is weer gebaseerd op de boeken "Het leven van Brutus" en "Het leven van Caesar" van Plutarchus  over de moord op Julius Caesar in 44 v. Chr. en de daarop volgende burgeroorlog in het Romeinse rijk.
De film was zeer succesvol in de bioscopen en zorgde ervoor dat het kapsel van Brando in de film een tijdlang mode werd onder jongeren. Ook de critici waren enthousiast en de film kreeg diverse filmprijzen en nominaties.

## Verhaal

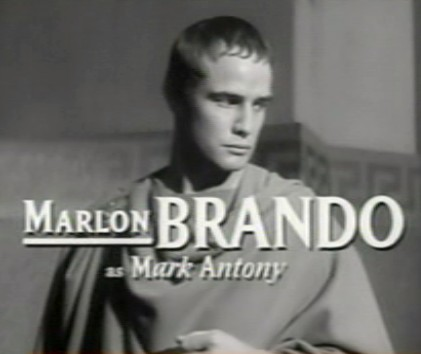
Marlon Brando als Marcus Antonius.

Rome, 44 voor Christus, Julius Caesar heeft zijn grote tegenstrever Pompeius verslagen en is in feite de alleenheerser in Rome geworden. De burgers juichen hem toe, maar de Romeinse senatoren zijn bang dat Caesar zichzelf tot koning zal uitroepen en zo een einde zal maken aan de Romeinse republiek. Als Caesar zich opmaakt om zijn opwachting  in de Senaat te maken, uit hij zijn vrees voor zijn collega Cassius, aan zijn jonge beschermeling Marcus Antonius. Caesar wordt door zijn vrouw gewaarschuwd dat ze een droom over zijn dood heeft gehad. Ook een waarzegger waarschuwt Caesar dat hij moet oppassen voor een aanslag. Hoewel ongerust, besluit Caesar toch gewoon door te gaan met zijn leven. Gevaar is altijd zijn metgezel geweest in het leven. 
De volgende dag wordt Caesar in het Senaatsgebouw vermoord door een groepje senatoren onder leiding van Cassius en Brutus. Marcus Antonius is verbijsterd en vol van wraaklust. Maar hij weet zich te beheersen en sluit vrede met de moordenaars. Het enige wat hij vraagt is om te mogen spreken op de begrafenis van Caesar. Brutus en Cassius geven toe. Als later Brutus de woedende menigte toespreekt, lukt het om hem om de massa te overtuigen dat de dood van Caesar een zegen is voor Rome, omdat hij te ambitieus was. Brutus laat vervolgens Marcus Antonius spreken en krijgt daar gelijk spijt van. Marcus Antonius zweept de menigte op en toont hen het bebloede lijk van Caesar. Het volk wordt razend en zoekt alsnog de dood van de verraders Brutus en Cassius. Beide mannen moeten Rome ontvluchten. Samen met Gaius Octavius en Lepidus vormt Marcus Antonius een driemanschap om Rome en het rijk te regeren. 
Rome leeft in angst want het driemanschap laat grote aantallen politieke tegenstanders executeren. Dit is koren op de molen van de partij van Brutus en Cassius die hopen dat ze weer aan de macht kunnen komen. Ze dringen er bij de in ballingschap levende Brutus en Cassius op aan om druk uit te oefenen op Rome. Beide ballingen wegen hun kansen en besluiten dat een burgeroorlog het enige is wat Rome en de republiek kan redden en ze beginnen met het werven van soldaten. Als het driemanschap hoort dat Brutus en Cassius elk een leger hebben gevormd, gaan de drie leiders in de aanval en roepen het leger op. Brutus en Cassius besluiten samen te werken en de legers van Marcus Antonius en Octavius aan te vallen. Er volgt een periode waarop niemand nog durft aan te vallen. Maar dan zien Brutus en Cassius een kans om op de vlakte van Philippi het leger van Marcus Antonius in de val te lokken. Het loopt echter anders, het leger van Cassius wordt verslagen en hun aanvoerder pleegt zelfmoord. Niet lang daarna doet Brutus hetzelfde.

## Rolverdeling
| Acteur             | Personage       |
| ------------------ | --------------- |
| Marlon Brando      | Marcus Antonius |
| James Mason        | Brutus          |
| John Gielgud       | Cassius         |
| Louis Calhern      | Julius Caesar   |
| Edmond O'Brien     | Casca           |
| Greer Garson       | Calpurnia       |
| Deborah Kerr       | Portia          |
| George Macready    | Marullus        |
| Michael Pate       | Flavius         |
| Alan Napier        | Cicero          |
| John Hoyt          | Decius Brutus   |
| William Cottrell   | Cinna           |
| Jack Raine         | Trebonius       |
| Tom Powers         | Metellus Cimber |
| Ian Wolfe          | Ligarius        |
| Morgan Farley      | Artemidorus     |
| Douglass Watson    | Octavius Caesar |
| Douglass Dumbrille | Lepidus         |
| Rhys Williams      | Lucilius        |
| Michael Ansara     | Pindarus        |
| Dayton Lummis      | Messala         |
| Edmund Purdom      | Strato          |
| John Hardy         | Lucius          |
| Lumsden Hare       | Publius         |
| Preston Hanson     | Claudius        |
| Victor Perry       | Popilius Lena   |
| John Lupton        | Varro           |
| Joseph Waring      | Clitus          |
| John Parrish       | Titinius        |
| Stephen Roberts    | Dardanius       |

## Voorgeschiedenis
Al in 1934 overwoog Metro-Goldwyn-Mayer (M-G-M) de verfilming van het beroemde theaterstuk van William Shakespeare over de moord op Julius Caesar en de gevolgen daarvan. De studio liet het idee echter varen en verfilmde een andere Shakespeare-klassieker: "Romeo and Juliet". Er gingen twaalf jaar voorbij voordat M-G-M in 1946 "Julius Caesar" weer van stal wilde halen. Er was echter een kink in de kabel gekomen, hoewel het toneelstuk van Shakespeare vrij van auteursrechten was, had de vrije producent David O. Selznick het recht op het gebruik van de titel "Julius Caesar" voor een film vast gelegd bij de Motion Pictures Association of America (MPAA). Het lukte Selznick echter niet om de film te maken binnen de periode die de MPAA had aangegeven. De titel kwam vrij en werd onmiddellijk weer vastgelegd door M-G-M. Op 24 augustus 1951 kondigde de studio aan om de film op locatie op te nemen in Rome. Dit was een lelijke streep door de rekening van regisseur Orson Welles. Welles was op zoek naar financiële ondersteuning voor het maken van zijn eigen film over Julius Caesar. Hij had daarvoor al een financiële toezegging gekregen van koning Faroek van Egypte. Wat Welles voor ogen had was een uitvoering van het stuk in moderne aankleding. Voor de rol van Marcus Antonius had hij Richard Burton voor ogen (Burton zou de rol van Marcus Antonius in 1963 overigens alsnog spelen in de film Cleopatra). Welles had ervaring met Shakespeares stuk, in 1937 had hij met zijn beroemde Mercury Theatre "Julius Caesar" al op het toneel gebracht. De nadruk lag toen op de parallellen tussen het opkomend fascisme en de gebeurtenissen in het antieke Rome. M-G-M ontving in juli 1952 een brief van Welles waarin hij voorstelde om tot een financiële schikking te komen of een tot een samenwerking over het verfilmen van Shakespeare toneelwerk. De juridische afdeling van M-G-M schreef een nette brief terug met de mededeling dat men beide voorstellen van Welles afwees. Op 25 augustus 1952 begonnen de opnamen, niet in Rome, maar gewoon in de VS. Joseph L. Mankiewicz kreeg de regie.

## Acteurs
Voordat de opnamen konden beginnen, kreeg producent John Houseman het gelijk aan de stok met de studio. Houseman wilde, voor wat grotendeels een Amerikaanse productie was, Amerikaanse acteurs inhuren, of in ieder geval een aantal. M-G-M wilde echter in een Shakespeare-verfilming alleen gebruikmaken van Britse acteurs. In zijn autobiografie schreef Houseman dat hij dit weigerde, als M-G-M een Britse cast wilde, dan moesten ze de film maar laten maken in Europa door een Britse filmploeg. M-G-M gaf toe en Houseman begon met de audities.

### Marcus Antonius
M-G-M wilde aanvankelijk Laurence Olivier in de rol van Marcus Antonius, maar producent John Houseman was meer gecharmeerd van de ruwe uitstraling van Richard Burton. Burton was echter niet beschikbaar. Hierop reisde regisseur Mankiewicz naar Engeland waar in Stratford-on-Avon "Julius Caesar " van Shakespeare werd opgevoerd. Daar raakte hij onder de indruk van de Britse toneelacteur Paul Scofield. Mankiewicz dacht erover om hem te casten voor de rol van Marcus Antonius. Houseman had echter ook een optie, Marlon Brando. Brando stond in Hollywood op het toppunt van zijn roem. Hij had het archetype van het rock-'n-rolltijdperk neergezet in de leider van een motorbende in The Wild One en had triomfen geoogst als de ruwe Stanley Kowalski in A Streetcar Named Desire (1951). Als toegewijd leerling van de method acting-studio streefde Brando een naturel manier van acteren na. Dit betekende dat hij niet altijd even duidelijk sprak en bekendstond als "de mompelaar". M-G-M twijfelde of Brandon in staat zou zijn het Shakespeariaanse Engels van "Julius Caesar" duidelijk te kunnen uitspreken. De acteur weigerde echter een proefopname te doen. Op aandringen van Houseman maakte hij echter een paar geluidsbandopnamen zodat in ieder geval zijn stem was te horen. Dit werkte echter averechts en regisseur Mankiewicz vond het resultaat zo slecht dat hij Brando liet weten dat hij klonk als actrice June Allyson. Mankiewicz liet zich overhalen Brando nog een kans te geven en coachte de ster bij een volgende bandopname. Die band overtuigde de studio en Brando werd ingehuurd als Marcus Antonius. Scofield en acteur Stewart Granger die ook op de nominatie stonden, vielen nu definitief af.

### Andere rollen
Een groot aantal rollen werd uiteindelijk toch vertolkt door Britse acteurs. De meesten hadden ervaring met Shakespeares Julius Caesar, zoals James Mason die de rol van Brutus had gespeeld en John Gielgud die zowel Marcus Antonius als Cassius had gespeeld. Gielgud werd gecast als Cassius nadat Maniewicz hem in Engeland op het toneel in deze rol had gezien. De rol van Brutus ging naar Mason.

## Productie

### Scenario
Het oorspronkelijke toneelscenario was te lang voor een speelfilm, hetgeen regisseur Mankiewicz en producent John Houseman er toe dwong om het stuk in te korten. Ze werkten onafhankelijk van elkaar aan een geschikte versie en voegden die later samen. Mankiewicz had daarbij de supervisie.

### Opnamen
De productie begon op 25 augustus 1952 met uitgebreide repetities op de set. Regisseur Mankiewicz liet zijn acteurs drie weken repeteren voordat hij begon aan de opnamen. Vervolgens filmde hij alle scènes in chronologische volgorde volgens het scenario. In samenspraak met producent John Houseman had hij afgezien van het filmen in kleur, maar gekozen voor zwart-wit. Als reden gaf Houseman op dat het toneelstuk een meer intiem gebeuren was en geen spektakel. Wat hij niet zei was dat filmen in zwart-wit de filmploeg de gelegenheid gaf om gebruik te maken van de verlaten sets van een andere M-G-M-film Quo Vadis. In kleur zou te duidelijk te zien zijn geweest dat die sets werden hergebruikt. John Gielgud was zeer onder de indruk van de uitstraling van Marlon Brando en coachte de laatste in zijn eerste klassieke rol. Hij prees de inzet van de Amerikaanse acteur die allerlei geluidsopnames had verzameld van grote acteurs als Maurice Evans en John Barrymore om zijn uitspraak te verbeteren. Op 13 oktober 1952 werd de productie beëindigd. 

### Muziek
Zowel Mankiewicz als Houseman wilden graag componist Bernard Herrmann voor de filmmuziek, maar studiobaas Dore Schary weigerde het salaris van Hermann te betalen. In plaats van Hermann werd Miklós Rózsa aan het werk gezet. Rósza stond onder contract bij M-G-M en componeerde al sinds 1937 de muziek voor films. Hij ging aan het werk en componeerde onder andere de ouverture van de film. Maar Johnny Green, het hoofd van de muziekafdeling van M-G-M verving Rózsa's ouverture door een compositie van Pjotr Iljitsj Tsjaikovski, Capriccio Italien. Uiteindelijk viel echter ook Tsjaikovski buiten de boot. In de eindmontage werd de muziek van Tsjaikovski weer vervangen door een ouverture die was gecomponeerd door Green.

## Historie en fictie

### Achtergrond
De moord op Julius Caesar en de daarop volgende burgeroorlog vormen een belangrijke periode in de geschiedenis van het Romeinse Rijk. Rome was lang een republiek geweest, met de Senaat als hoogste gezagorgaan. Caesar was in 44 voor Christus eigenlijk de alleenheerser geworden binnen het rijk geworden. Na een lange burgeroorlog was hij als overwinnaar uit de strijd gekomen en door de Senaat benoemd tot dictator voor een periode van tien jaar. Zijn opdracht luidde dat hij de republiek zou herstellen. De Senaat bleef echter wantrouwig en vreesde dat Julius Caesar zich tot koning wilde laten uitroepen. Uiteindelijk werd Caesar vermoord door Senaatsleden onder leiding van Brutus en Cassius. Hierop brak een nieuwe burgeroorlog uit die er uiteindelijk toe zou leiden dat de aangenomen zoon van Caesar, Octavianus, de leiding kreeg in het rijk. Octavianus zou onder de naam "Augustus" in feite de eerste keizer van het Romeinse rijk worden. Maar net als Caesar bleef Augustus altijd zeggen dat hij verantwoording schuldig was aan de Senaat. 

### Historie en fictie bij Shakespeare
Voor zijn toneelstuk gebruikte Shakespeare de volgende bronnen "Het leven van Brutus" en "Het leven van Caesar", van de Romeinse auteur Plutarchus (beide in vertaling van Sir Thomas North). Maar het stuk bevat veel anachronismen zoals verwijzingen naar hoeden en jassen en een klok die uren slaat. Voor Shakespeare was het stuk een metafoor voor de bestaande politieke verhoudingen in het Engeland van 1599. Het land werd toen geregeerd door koningin Elizabeth I, die niet gehuwd was en geen wettige troonopvolger had. Net als in 44 voor Christus werd gevreesd voor een burgeroorlog. Behalve de anachronismen wijkt Shakespeare hier en daar bewust van de boeken van Plutarchus af. Een en ander vanwege het dramatische effect:
- De triomfantelijke intocht van Caesar vindt bij Shakespeare plaats op 15 februari. In werkelijkheid was dat een half jaar eerder.
- De plaats van samenkomst na de dood van Caesar werd door Shakespeare verplaatst van het Theatrum Pompeium naar het Capitool
- Ook laat Shakespeare de moord op Caesar, de speech van Marcus Antonius, het lezen van het testament en de aankomst van Octavianus op dezelfde dag plaatsvinden. In werkelijkheid vond dit alles verspreid over vijf dagen in maart plaats. terwijl Octavianus pas in mei arriveerde.
- Het driemanschap van Marcus Antonius, Octavianus en Lepidus, komt bij Shakespeare in Rome bijeen, in werkelijkheid was dat bij Bologna.
- In werkelijkheid waren er twee veldslagen bij Philippi met een tussenpauze van twintig dagen. Shakespeare maakte er één slag van.

### Historie en fictie bij de film
Aangezien de makers van de film de tekst van Shakespeare zo veel mogelijk volgden (met de nodige inkortingen) is hen alleen te verwijten dat zij een aantal anachronismen aan de film toevoegden:
- Zo is er in de scènes die spelen in het huis van Brutus een buste te zien van keizer Hadrianus. Hadrianus zou pas 120 jaar na de gebeurtenissen, die in de film zijn te zien, de troon bestijgen.
- Aan het begin van de film is een volksmassa te zien. Een man die dicht bij Caesar loopt, draagt een bril. De eerste brillen kwamen pas rond 1200 in Europa op de markt.
- In de villa van Caesar is een gestileerd schaakspel te zien. Maar schaak werd pas meer dan 500 jaar later voor het eerst ontwikkeld, vermoedelijk in de Punjab (India) rond 550.

## Prijzen en nominaties

### Oscars
Gewonnen:
- Beste Interieuraankleding - Cedric Gibbons, Edward C. Carfagno, Edwin B. Willis, Hugh Hunt

Genomineerd:
- Beste Acteur - Marlon Brando
- Beste Camerawerk - Joseph Ruttenberg
- Beste Muziek - Miklós Rózsa
- Beste Film - John Houseman

### BAFTA's
Gewonnen:
- Beste Acteur  (John Gielgud)
- Beste Buitenlandse Acteur (Marlon Brando)

Genomineerd:
- Beste Film